# Remedios (Cuba)
Remedios, també coneguda com San Juan de los Remedios, és una ciutat i municipi situat al centre de l'illa de Cuba, a 4,8 km de la costa nord. És l'assentament espanyol més antic de l'antiga província de Las Villas. Actualment forma part de la província de Villa Clara. Va ser declarada ciutat per Isabel II d'Espanya, quan l'illa encara era una colònia.